# خوسيه غوميز (عداء مراثوني)
خوسيه غوميز (بالإسبانية: José Gómez) هو عداء مراثوني مكسيكي، ولد في 19 مارس 1956.

## وصلات خارجية
- خوسيه غوميز على موقع الاتحاد الدولي لألعاب القوى (الإنجليزية)
- خوسيه غوميز على موقع أوليمبيديا (الإنجليزية)